# KV7
Pour les articles homonymes, voir KV7 (homonymie).
Situé dans la vallée des Rois, dans la nécropole thébaine sur la rive ouest du Nil face à Louxor, KV 7 est le tombeau du pharaon Ramsès II de la XIXe dynastie. La tombe est au cœur de la vallée principale, en face de la tombe de ses fils, la gigantesque KV5, et celle de son fils et successeur Mérenptah (KV8). Contrairement à d'autres tombes dans la vallée, KV7 a une entrée monumentale très visible. Le but étant de montrer la toute puissance de Ramsès II au lieu de chercher à la dissimuler des pillards. De fait, elle fut pillée dès l'Antiquité. En outre, elle a été gravement endommagée par les crues soudaines qui balaient périodiquement à travers la vallée.
Du fait du règne exceptionnellement long de Ramsès II, sa tombe est l'une des plus vastes de la vallée. Sa superbe décoration est néanmoins excessivement endommagée par les multiples crues subies.

## Description
La tombe de Ramsès II est la plus grande tombe de la vallée des Rois à l'exception de KV5. Elle s'enfonce sur 168 mètres à l'intérieur de la colline. Elle est située au cœur de l'oued principal de la vallée. Comme son entrée est juste au pied de la colline, les eaux des crues qui ruissellent pénètrent et inondent facilement le tombeau. Cet emplacement est une nouveauté pour l'époque car c'est la première fois qu'une tombe royale est creusée dans la partie centrale de l'oued de la vallée.
Le plan de la tombe s'organise autour de la chambre funéraire qui occupe une place centrale d'où partent de nombreux couloirs et chambres annexes. De manière très schématique, elle obéit à un plan en P. En effet, après une succession de couloirs rectilignes, l'axe est rompu et tourne à 90° à partir de la l'antichambre précédant la chambre funéraire.
La tombe a des caractéristiques remarquables. D'une part, c'est l'avant-dernière tombe de la vallée à posséder un puits. La présence de ce puits est typique du style des tombes de la XVIIIe dynastie. Mais la tombe innove beaucoup avec la forme de la salle hypostyle funéraire monumentale à deux niveaux et des décors choisis. C'est pourquoi presque tous ses successeurs vont imiter ce style ramesside. Ensuite, on remarque d'emblée le retour au plan de l'axe coudé. En outre, pour la première fois également, plusieurs linteaux de portes des couloirs sont décorés tout comme les parois du puits. De même, la présence d'un grand Osiris sculpté dans la tombe rappelle celui trouvé dans la tombe de ses fils (KV5). Enfin, dernière innovation architecturale, la présence de nombreuses chambres latérales autour de la chambre funéraire ne peuvent que suggérer l'importance des objets funéraires et des trésors déposés et entreposés au moment de la mort du pharaon et qui, aujourd'hui, sont perdus à jamais.
L'hypogée KV7 dispose d'une vaste rampe d'entrée (A) creusée à la base de la colline dans de la roche calcaire. Elle permet d'accéder à trois couloirs successifs inclinés rectilignes (B, C et D) sur environ 58 mètres jusqu'à l'antichambre (E) et son puits. Cette dernière précède la superbe salle hypostyle (F), qui communique avec une chambre latérale (Fa) et à sa petite annexe (Faa). Après la salle hypostyle (F), deux couloirs s’égrènent en pente douce (G et H) sur environ 12 mètres jusqu'à l'antichambre (I). À droite, rompant l'axe linéaire de 90°, se trouve la chambre funéraire (J).
Cette chambre très vaste possède huit piliers. Elle a été creusée dans une couche de schiste d'Esna. On a démontré que la chambre funéraire a été successivement agrandie à plusieurs reprises. Mais la structure actuelle est fortement endommagée. De la chambre funéraire, on peut accéder à quatre petites chambres latérales (Ja, Jb, Je et Jf) et deux vastes chambres hypostyles disposant de deux piliers chacun (Jc et Jd). Il est possible que la fonction de la salle (Jd) était de recevoir les vases canopes du roi puisque ces derniers sont peints sur un de ses murs. Enfin, une annexe latérale (Jdd) est accessible depuis la salle (Jd). Elle permet d'accéder à une ultime salle hypostyle (Jddd).
La fonction de ces multiples annexes autour de la chambre funéraire est peu claire. Il pourrait s'agir de magasins ou d'entrepôt des objets personnels ou des trésors nécessaires au défunt dans l'au-delà.
De manière plus détaillée, la tombe est structurée ainsi : 
- La rampe d'accès (A) mesure 13,91 mètres de long sur 2,6 mètres de large. Au départ, on a un premier escalier d'une dizaine de marches. Les premières marches sont des ajouts modernes. Un petit muret moderne protège désormais l'entrée de la tombe du ruissellement des eaux de pluie. Après ce premier escalier, un second prend le relais. Celui-ci est d'origine. C'est un double escalier comprenant au centre une rampe. Pour mieux restituer l'état originel, on a recouvert récemment les marches abîmées de blocs de calcaire taillés. Ce second escalier mène au couloir (B). On trouve une paire de trous qui servaient à abaisser le sarcophage qui se situe aux extrémités inférieures en face de la porte.
- Le couloir (B) fait 12,33 mètres de long sur 2,61 mètres de large pour 2,81 mètres de haut. On y a remis une porte moderne pour protéger l'accès du tombeau. À l'origine, il y avait une grande double porte en bois comme le prouvent les trous pivots présents. Lorsqu'on pénètre plus avant, on descend le long d'une rampe en pente douce. Mais on s'aperçoit ensuite qu'au deux-tiers, la pente se renforce et la rampe est remplacée par un double escalier. Là encore, cet escalier dispose d'une rampe centrale. Ce qui est étrange, c'est que l'inclinaison du plafond, quant à lui, ne change pas.
- Le couloir (C) mesure 7,37 mètres de long sur 2,62 mètres de large pour 3,86 mètres de haut. C'est un corridor en pente douce qui comprend un double escalier coupé par une rampe centrale. On trouve deux grandes niches trapézoïdales situées en hauteur des deux parois au début de ce couloir.
- Le couloir (D) fait 8,54 mètres de long sur 2,6 mètres de large pour 2,54 mètres de haut. Le couloir est en pente douce jusqu'à mi-parcours. Le sol a été ensuite nivelé pour permettre aux portes menant à la salle (E) de s'ouvrir vers l'extérieur. Ceci est une caractéristique très inhabituelle puisque justement toutes les portes des tombeaux de la vallée s'ouvrent vers l'intérieur. À la fin du couloir, deux marches rompent la pente douce et le sol devient plan devant la salle suivante.
- La salle du puits (E) mesure 3,65 mètres de long sur 4,15 mètres de large pour 2,62 mètres de haut. En son centre se trouve un profond puits de 6,5 mètres. Mais il encore est partiellement comblé de débris. La salle a subi de très gros dommages liés aux crues.
- La salle hypostyle (F) a la forme d'un carré de 8,4 mètres de côté pour 3,23 mètres de haut. Elle possède quatre piliers dont deux encadrent une rampe centrale avec un double escalier. Chaque pilier fait environ 0,93 mètre de côté. La plupart de la chambre est encore remplie de débris. Sur le mur nord-est, une porte ouvre vers la chambre hypostyle latérale (Fa) puis l'annexe (Faa).
  - La chambre (Fa) n'est pas totalement fouillée. C'est une salle rectangulaire de 8,51 mètres de long sur 7,78 mètres de large pour 3,33 mètres de haut. Elle comprend quatre piliers centraux de 0,95 mètre de côté chacun.
  - L'annexe latérale (Faa) mesure 5,35 mètres de long sur 3,33 mètres de large pour 3,33 mètres de haut. Elle est remplie de débris d'inondations qui ne laissent qu'un faible espace de 50 cm depuis le plafond.
- Le couloir (G) mesure 8,54 mètres de long sur 5,58 mètres de large pour 2,52 mètres de haut. Il permet d'accéder au couloir (H).
- Le couloir (H) est le dernier couloir avant la chambre funéraire. Il mesure 6,38 mètres de long sur 2,6 mètres de large pour 2,38 mètres de haut.
- L'antichambre (I) est de forme rectangulaire. Elle mesure 7,28 mètres de long sur 5,74 mètres de large pour 2,05 mètres de haut. Elle devait être solidement fermée par une grande porte en bois. L'axe de la tombe pivote de 90° à partir de cette pièce.
- La chambre funéraire (J) est une vaste pièce hypostyle comportant huit piliers situés de chaque côté de la chaussée en contrebas. Son plafond est voûté. Elle a une forme presque carrée de 13,81 mètres de long sur 13,07 mètres de large pour 5,83 mètres de haut. Chaque pilier mesure environ 1,10 mètre de côté. Elle comprend deux niveaux d'étages. Il y a également des niches creusées regroupées par paire sur chaque mur opposé. On a au centre l'emplacement du sarcophage extérieur momiforme et son couvercle. Mais seuls des fragments du sarcophage extérieur en calcite ont été trouvés. On y a aussi trouvé une paire de têtes de lion peintes de calcaire lors des récentes fouilles dans la chambre funéraire ce qui suggère que le sarcophage ait été placé sur un lit de calcaire de lion.
  - La salle (Ja) mesure 3,15 mètres de long sur 2,64 mètres de large pour 2,78 mètres de haut. C'est une pièce latérale à la chambre funéraire.
  - La salle (Jb) fait 3,09 mètres de long sur 2,78 mètres de large pour 2,78 mètres de haut. C'est une pièce latérale à la chambre funéraire qui s'ouvre sur le mur nord-ouest.
  - La salle hypostyle (Jc) est de forme rectangulaire et fait 9,4 mètres de long sur 7,32 mètres de large pour 2,5 mètres de haut. C'est une pièce latérale à la chambre funéraire accessible depuis le mur arrière nord-est. Elle possède deux piliers de 0,95 mètre de côté chacun. Des bancs bordent trois des quatre murs à l'exception du mur d'entrée jouxtant la chambre funéraire.
  - La salle hypostyle (Jd) mesure 9,4 mètres de long sur 7,3 mètres de large pour 2,5 mètres de haut. C'est une pièce latérale à la chambre funéraire accessible par la paroi nord. Une porte creusée dans le mur avant mène à la salle (Jdd). Des bancs sont également présents sur trois des côtés et surmontés chacune d'une corniche. Ces corniches ont également des évidements. La pièce comprend également deux piliers de 0,9 mètre de côtés.
    - La salle (Jdd) est une annexe de la salle (Jd). on y pénètre par une porte creusée dans la paroi sud-est. Elle mesure 7,46 mètres de long sur 5,23 mètres de large pour 2,32 mètres de haut. Une autre porte relie la salle à une dernière annexe (Jddd).
    - La salle hypostyle (Jddd) mesure 8,43 mètres de long sur 7,41 mètres de large pour 2,48 mètres de haut. C'est une pièce annexe latérale de la salle (Jdd). Deux piliers de 0,9 mètre de côtés sont au centre de cette chambre dont trois des murs sont bordés par des bancs.

  - La salle (Je) mesure 3,1 mètres de long sur 2,66 mètres de large pour 2,15 mètres de haut. C'est une pièce latérale à la chambre funéraire. Une cavité a été creusée sur le mur sud-est.
  - La salle (Jf) fait 3,15 mètres de long sur 2,63 mètres de large pour 2,1 mètres de haut. C'est une pièce latérale à la chambre funéraire.

## Décorations
Pour sa tombe, Ramsès II a suivi le même décor utilisé pour la tombe de son père, Séthi Ier, mais avec des ajouts importants avec, pour la première fois, une décoration sur le linteau de la première porte du premier couloir (B) de la tombe. Les inscriptions sont très soignées, effectuées en relief et non pas creusées. Malheureusement, la mauvaise qualité de la pierre et les nombreuses et violentes inondations qui ont frappé la tombe ont effacé la plupart des peintures et recouvert de débris toute la tombe. Ainsi, ce qui était sans doute la plus belle hypogée de la vallée des Rois a perdu de manière irréparable ses somptueux décors.
Il semble que sa décoration principale était inspiré par le livre des portes, le livre de l'Amdouat et des litanies de Rê.
La chambre funéraire a un plafond voûté et on trouve une figure d'Osiris sculpté en haut relief, semblable à celle trouvée dans la tombe de ses fils KV5.
De manière plus détaillée, la tombe comporte les décors suivants : 
- La rampe d'accès (A) n'est pas décoré hormis sur le linteau de la porte où, pour la première fois, un disque solaire accompagné par les déesses Isis et Nephtys a été dessiné. Cette innovation sera ensuite reprise par tous les autres successeurs de Ramsès II. On devine également la déesse Maât qui est agenouillée accompagné de lotus et de papyrus, symboles de la Haute-Égypte et la Basse-Égypte.
- Le couloir (B) présente des extraits des textes funéraires du Nouvel Empire issus des litanies de Rê. Des inscriptions contenant la titulature royale sont bien visibles. Le mur nord-est comprend la suite des litanies de Rê. La décoration est en relief sculpté mais est gravement endommagée en raison des inondations. Sur le mur sud-ouest, on peut admirer trois scènes : Ramsès II face à Rê-Horakhty, le disque solaire contenant un scarabée et un homme à tête de bélier se tenant entre un serpent et un crocodile ; et le début des litanies de Rê. Enfin, on trouve deux graffiti grecs. On y trouve un graffiti d'un nom grec, "Echeboulos (Rhodes)".
- Le couloir (C) est accessible par une double porte aujourd'hui disparu mais dont les épaisseurs sont ornés d'extraits extraits des litanies de Rê et le 151e sort du livre des morts. Une scène montre le pharaon se présentant aux quatre enfants d'Horus : Amset, Hâpy, Kébehsénouf et Douamoutef. On peut y lire aussi la quatrième et cinquième heure du livre de l'Amdouat. La décoration en relief a été gravement endommagée en raison des inondations. Une belle figure sur le mur nord-est montre Anubis à genou devant la déesse Isis. Sur le mur sud-ouest, on trouve le même décor mais cette fois-ci Anubis se tient devant Nephtys.
- Le couloir (D) s'ouvre sur une porte dont les jambages sont décorés des quatre enfants d'Horus. Les deux murs sont décorés respectivement de la quatrième et cinquième heure du livre de l'Amdouat. Comme la décoration ici est en plâtre peint, elle a été gravement endommagée en raison des inondations.
- L'antichambre (E) et son puits sont décorés par la sixième (mur nord-ouest) et douzième heure (mur sud-ouest) de l'Amdouat. Une scène montre Ramsès II accompagné de quelques dieux mais a été très fortement dégradée par les inondations. On y voit en outre une figure de la déesse Hathor et du pharaon sur le mur sud-ouest.
- La décoration de la chambre hypostyle (F) est aussi très durement abîmée. On pourrait avoir des extraits du livre des portes et des scènes qui apparaissent dont celle du dieu Osiris. Mais la pièce est encore partiellement encombrée de débris.
  - Dans les chambres adjacentes (Fa) et (Faa), les scènes sont tellement endommagées qu'il est impossible de savoir de quel livre il s'agit. Le plâtre peint étant tombé depuis longtemps, il n'y a plus aucun moyen de savoir ce qui était représenté sur les parois.
- Les couloirs (G) et (H) développent en décor le rituel de l'ouverture de la bouche, rituel indispensable à tous les morts afin qu'ils puissent respirer dans l'au-delà. Dans le couloir (G), une scène montre le pharaon Ramsès II assis et deux prêtres lui font des offrandes. Un détail assez curieux est à relever : Le cartouche de son épouse, Néfertari, est inscrit sur l'un des murs. C'est extrêmement rare. Cela démontre à la fois l'intensité de l'amour qui unissait le couple et le rôle de la reine dans la vie du roi qui ne l'a jamais oublié malgré son décès quarante ans avant lui. Le couloir (H) énumère également une liste d'offrande.
- L'antichambre (I) est illustré par le 125e sort du livre des morts presque complet. Ramsès II apparaît également à côté de dieux comme Maât, Hathor, Horus, Anubis et Ouadjet. Sur le linteau de la porte d'entrée de l'antichambre, la déesse Maât y figure avec Ouadjet et un cobra, suivi par une frise de Kheker. On y trouve les noms et épithètes de Ramsès II. Le décor en plâtre est très abîmé.
- En arrivant à la chambre funéraire (J), on découvre que la superbe décoration est endommagée. Il y a aussi de nombreuses représentations du défunt avec des dieux non identifiables, ainsi que de nombreuses amulettes et objets rituels peint sur les colonnes, comme le djed. Sur le linteau de la porte d'entrée, la déesse Maât et la titulature complète de Ramsès II sont présentes. Sur la paroi sud-ouest, on peut admirer la seconde et troisième heure du livre des portes. La paroi nord-est est décorée par la première et seconde heure du livre de l'Amdouat. On y voit également des représentations des objets funéraires. Le mur nord-ouest est décoré par la deuxième heure du livre des portes. Le mur sud-est contient la cinquième heure de l'Amdouat et la troisième heure du livre des portes. La décoration de plâtre peint est gravement endommagée en raison des inondations. Des traces de décoration sur certains piliers indiquent que les faces orientées vers le centre de la chambre ont été décorées avec une frise de Djed. Les autres faces des piliers ont été décorées avec des représentations de Ramsès II et de divinités dont Osiris et des âmes de Pé et de Nekhen.
  - Comme pour les petites pièces adjacentes à la chambre funéraire, la chambre (Ja) présente des parties de la quatrième heure du livre des portes. Mais là encore la décoration de plâtre peint a été gravement endommagé.
  - L'annexe (Jb) comporte la douzième heure de l'Amdouat mais elle est très endommagée.
  - La salle hypostyle (Jc) a été gravement endommagé, et peut seulement deviner les contours des sixième et septième heures de l'Amdouat et plusieurs figures masculines. Il y a également une représentation de la déesse Hathor près de la porte d'entrée. Certains piliers présentent des figures de divinités comme Osiris. Mais dans l'ensemble, l'état de la décoration a énormément souffert des crues.
  - La chambre (Jd) montre, à droite de l'entrée, la cinquième porte du livre des portes avec l'autel du jugement d'Osiris. Le dieu Thot, accompagné par les quatre enfants d'Horus, est dessiné sur le mur sud-est, en position assise, inscrivant les cinq noms de la titulature royale de Ramsès II. Cette scène est suivie par les textes du livre de l'Amdouat. Les inondations ont gravement endommagé la décoration de plâtre peint dans cette chambre. Des traces de décoration sur les piliers comprennent des représentations d'Osiris et de Ramsès II avec les divinités comme Anubis.
    - La salle (Jdd) comprend des dessins de sanctuaires ou de vases canopes associés aux quatre enfants d'Horus et des représentations d'Isis et Nephtys. La décoration de plâtre peint dans cette chambre a été gravement endommagée en raison des inondations.
    - La salle (Jddd) a une décoration de plâtre peint gravement endommagée en raison des inondations. Tous les murs ont été décorés avec le 110e sort du livre des morts. On y trouve également une scène montrant Ramsès II en face du dieu Osiris. Ce dernier est également figuré sur l'un des piliers de la pièce.

  - La salle (Je) comprend la huitième heure de l'Amdouat. Un évidement au milieu du mur sud-est contient une figure d'Osiris sculpté en relief. Seule la partie inférieure de la figure est encore conservée. Ramsès II apparaît face à Isis sur une scène peinte sur le mur sud-est et Nephtys sur l'autre mur. La décoration de plâtre peint dans cette chambre a été gravement endommagée en raison des inondations.
  - L'annexe (Jf) présente le très rare livre de la vache du ciel. On y peut deviner les emblèmes de certains dieux présents à côté de Ramsès II comme Osiris, Isis et Nephtys. Une vache sacrée est représentée sur le mur sud-est. La décoration de plâtre peint dans cette chambre a été gravement endommagée en raison des inondations.

Comme la tombe a été ouverte et pillée dès l'antiquité, elle fut également très souvent visitée. On a donc de nombreux graffitis datant de l'époque gréco-romaine. Mais il n'y a aucun graffiti datant de l'époque copte, signe que les débris avaient déjà comblés une grande partie de la tombe. On ne retrouve ensuite que des graffitis à partir du XVIIIe siècle preuve du regain d'intérêt suscité par KV7.

## Histoire
Du fait de son règne exceptionnellement long, Ramsès II eut tout le temps de bâtir une très grande tombe. Il y fut inhumé dès son décès à l'âge de quatre-vingt-dix ans environ. Le pharaon est mort de vieillesse, souffrant de calvitie, de dents cariés et usées, d'arthrose et d'artériosclérose.
Symboliquement, cette tombe fait face à l'énorme hypogée destiné à ensevelir ses cent-cinquante enfants (KV5).
Mais comme la tombe était visible et accessible, elle fut l'une des plus pillées de la vallée des Rois. La première incursion de voleurs attestée date de l'an 29 du règne de Ramsès III, moins de cinquante ans après la mort de Ramsès II. Le tombeau fut à nouveau scellé. Heureusement, le corps de pharaon n'avait pas été abîmé et seuls des objets en or avaient été volés.
En effet, le Papyrus de la Grève daté de l’an 29 du règne de Ramsès III signale l'effraction de KV7 et de KV5 :
« An 16, jour 22 du troisième mois de l'inondation (...) Interrogatoire des hommes trouvés en train de violer les tombes de Thèbes ; accusations formulées par le maire de Thèbes et le Chef de Police à la grande et noble tombe de millions d'années du pharaon (...) Il est possible que du fait que la situation générale ne s’améliore pas pour les générations de travailleurs, sous les successeurs de Ramsès III, les artisans se décident à piller les tombes, et personne mieux qu'eux ne sera efficace pour cette tâche, parce qu’ils les ont bâties. »
— Papyrus de la grève - Egyptos.net.
Face aux pillages incessants, la momie a été transférée plus tard par le prêtre Hérihor dans la tombe KV17 de son père Séthi Ier tout comme les restes de son grand-père Ramsès Ier. Ce transfert eut lieu durant la vingt-cinquième année du règne de Ramsès XI.
Puis, sous le règne de Pinedjem Ier de la XXIe dynastie, elle fut soigneusement cachée à Deir el-Bahari dans la tombe TT320.
Le tombeau a été ensuite réutilisé à l'époque de la Troisième Période intermédiaire pour d'autres enterrements multiples avant d'être l'objet sous l'époque romaine de visite des premiers « touristes ».

## Historique des fouilles
La nomenclature de cet hypogée a varié au cours du temps. Elle a été successivement désignée comme la « Tomb C » par Richard Pococke, la « grotte fermée » par les savants de l'expédition d'Égypte, puis « Tombe 8 » par Champollion, « Tomb K » par James Burton, « HL10 » par Robert Hay, et «LL7» par Karl Richard Lepsius avant d'acquérir définitivement son numéro actuel de KV7.
La liste des fouilles est la suivante :
- 1737-1738 : Richard Pococke : cartographie générale
- 1799-1801 : Expédition d'Égypte de Bonaparte : cartographie
- 1817 : Henry Salt : premières excavations et déblayage des débris
- 1825 : James Burton : cartographie et plans
- 1828-1829 : expédition franco-toscane : épigraphie
- 1844-1845 : Karl Richard Lepsius : fouilles, épigraphie et cartographie
- 1913 : Harry Burton : fouilles
- 1938 : Charles Maystre : excavation et épigraphie
- 1978 : Brooklyn Museum : excavation
- 1979 : Theban Mapping Project : cartographie
- 1993 : Christian Leblanc : mesures de conservation et fouilles.
- Depuis 2002 : Christian Leblanc : fouilles, épigraphie et conservation

KV7 a subi au moins une douzaine d'inondations au cours des millénaires en raison d'averses soudaines. Le premier dégât des eaux a probablement eu lieu après la période gréco-romaine. Les différentes inondations se distinguent dans les couches de débris dans la tombe, avec des morceaux de décoration murale qui se sont coincés entre les couches de limon, de gravier, et du sol. Ainsi, la tombe est donc actuellement très endommagée. Récemment, les archéologues ont travaillé pour fouiller et explorer complètement la tombe et consolider sa structure.
De nombreuses campagnes au cours des trois derniers siècles ont fouillé la tombe. Ces fouilles furent très difficiles à cause des très importants débris présents à enlever, efforts trop coûteux en rapport aux peu d'objets intéressants retrouvés.
En 1993, une expédition française dirigée par Christian Leblanc a commencé la tâche d'enlever méthodiquement tous les débris, de fouiller de manière exhaustive toutes les salles, de faire tous les relevés épigraphiques et de mener les premières mesures de sauvegarde de la tombe de Ramsès II. Par exemple, de nombreuses fissures du plafond de la chambre funéraire et des salles hypostyles ont été colmatées, et on a renforcé le plafond par des tiges et des plaques en acier.
Ce travail de préservation et de fouilles acharné se poursuit toujours aujourd'hui.

## Les objets exhumés
Très peu d'objets ont pu être exhumés de la tombe qui avait sans doute contenu l'un des plus fabuleux trésors de l'Égypte pharaonique. On n'y a découvert que quelques fragments de poteries. Dans la chambre funéraire (J), on a retrouvé des fragments du sarcophage extérieur en calcite et une paire de têtes de lion peintes de calcaire ce qui suggère que le sarcophage ait été placé sur un lit de calcaire de lion.

## Photos

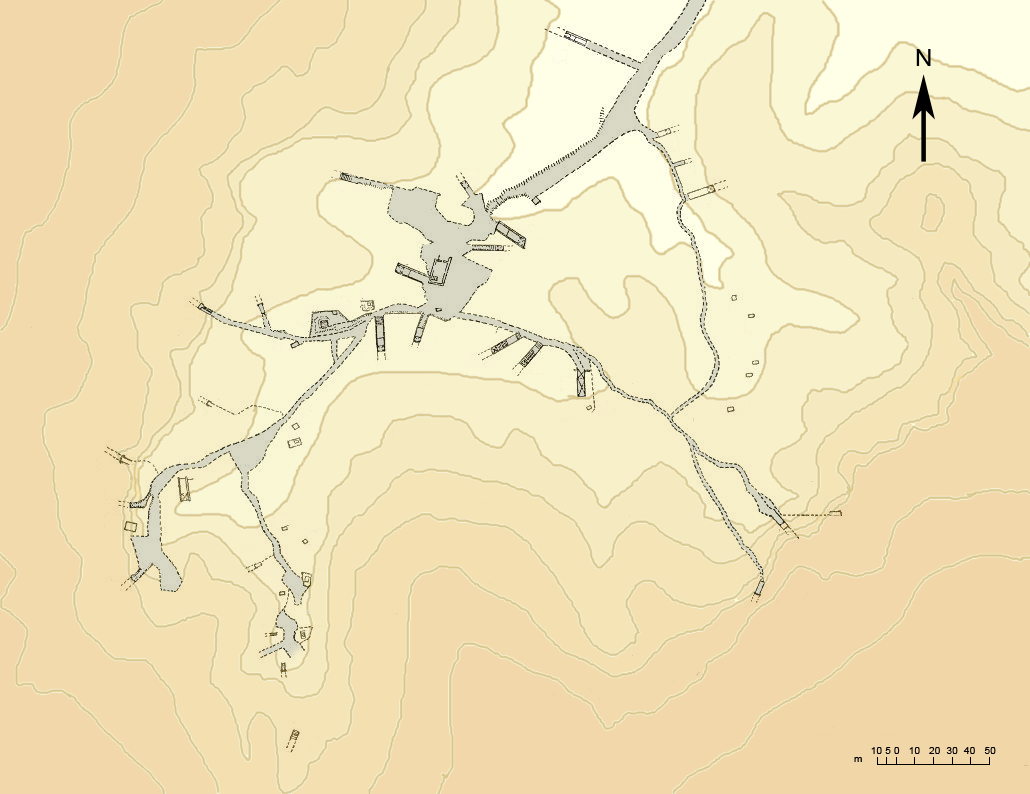
Plan de situation de la vallée des Rois.
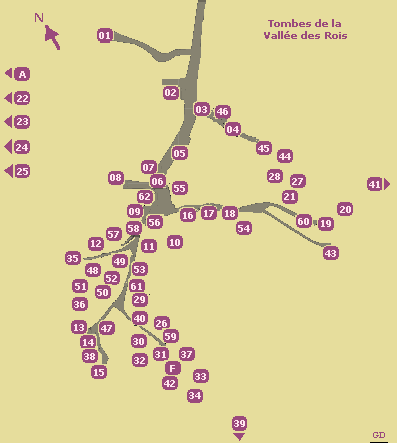
Localisation des tombeaux.
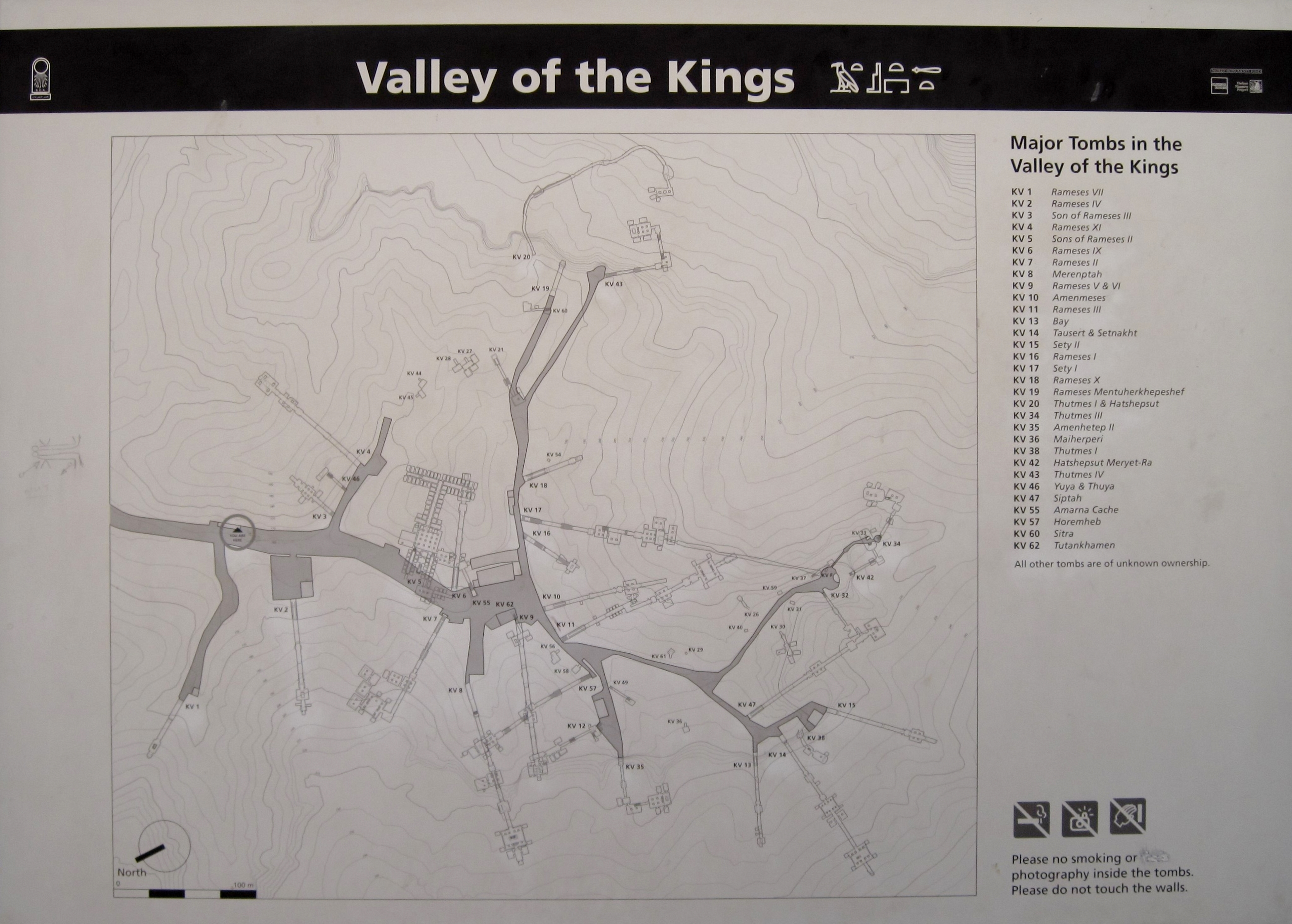
Carte détaillée de la vallée.
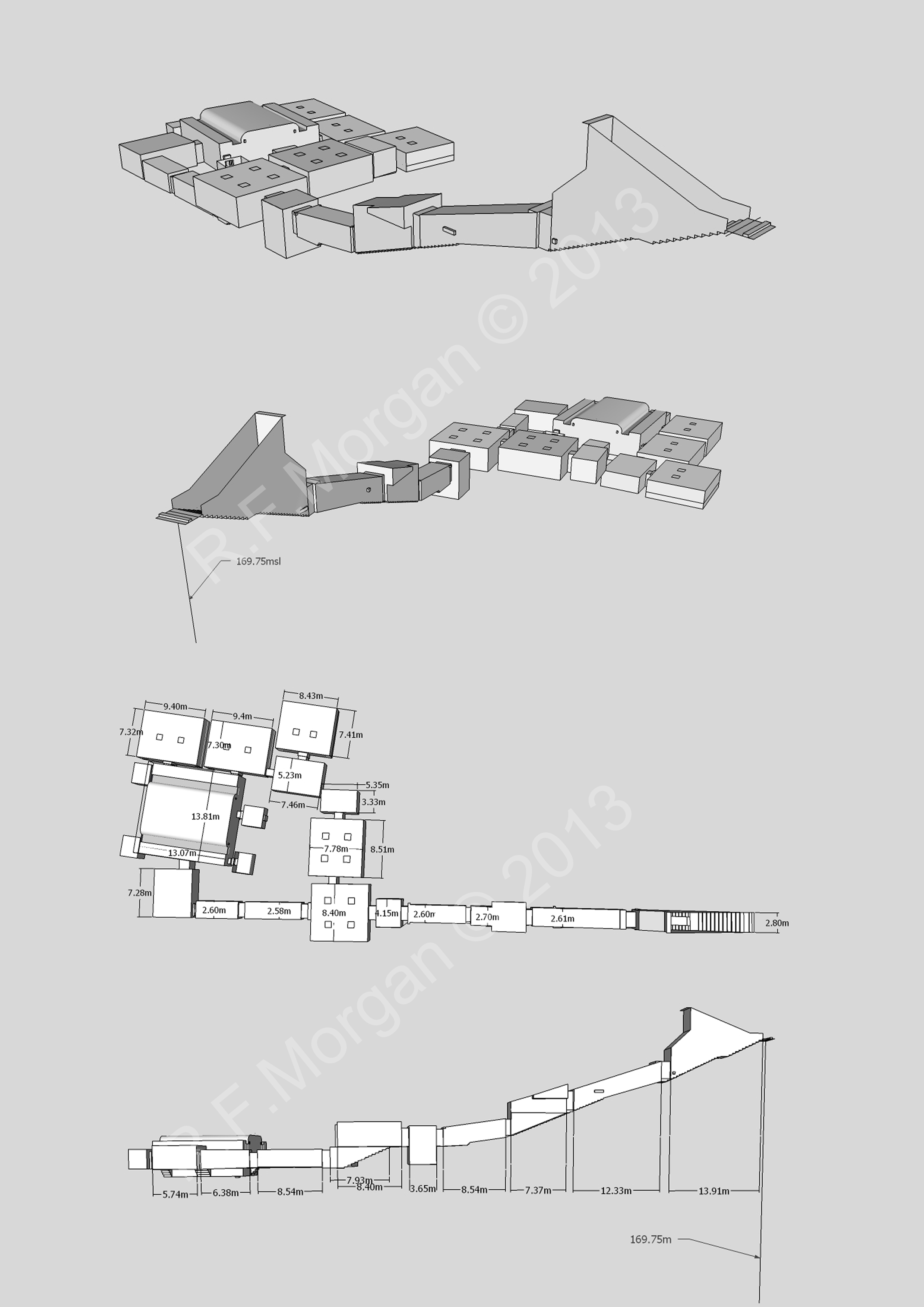
Plan schématique détaillée de la tombe.
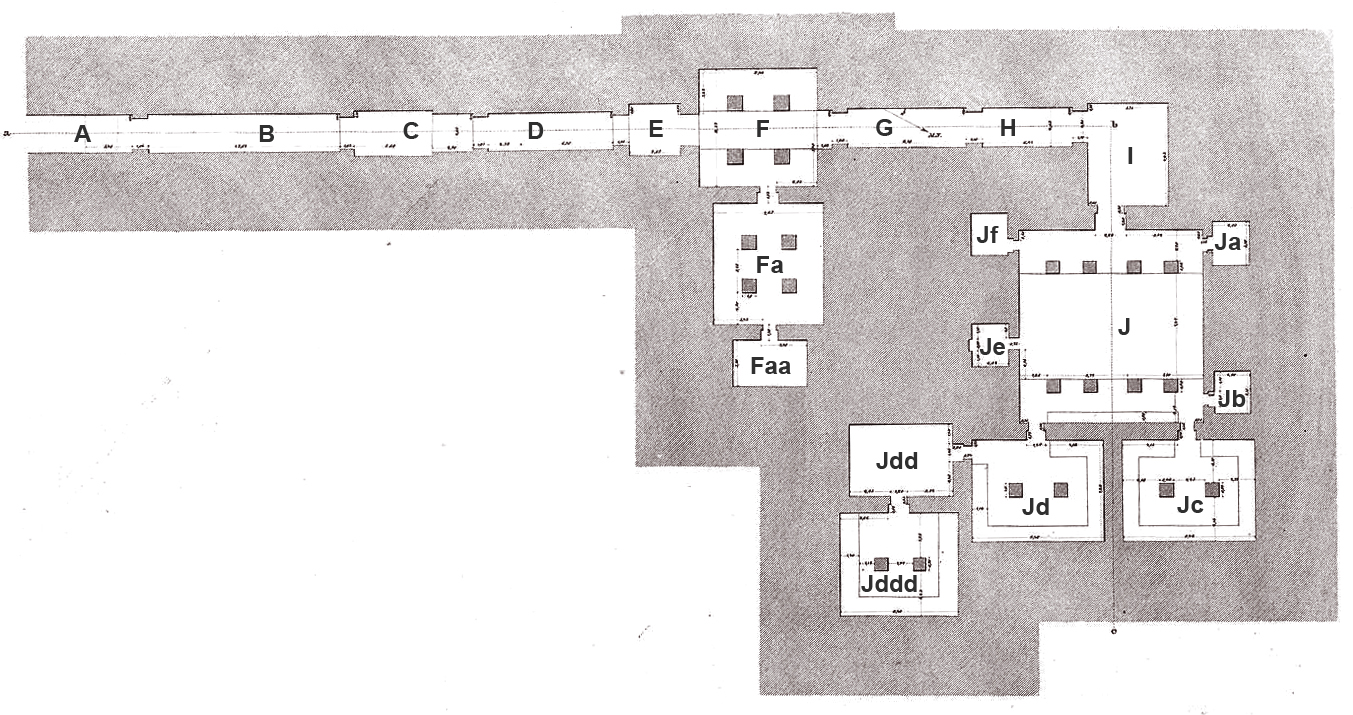
Plan et numéro des pièces.
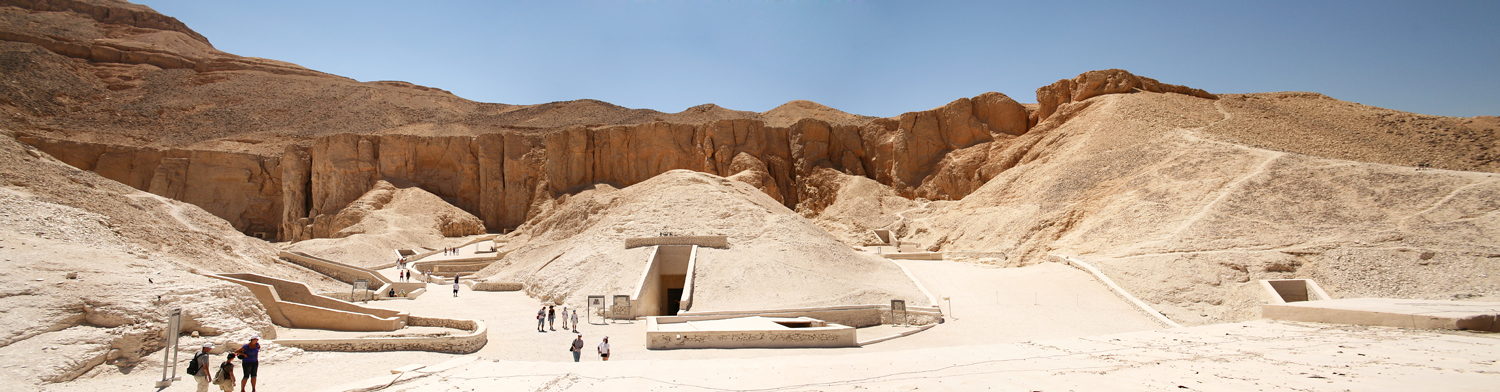
Entrée de la tombe.
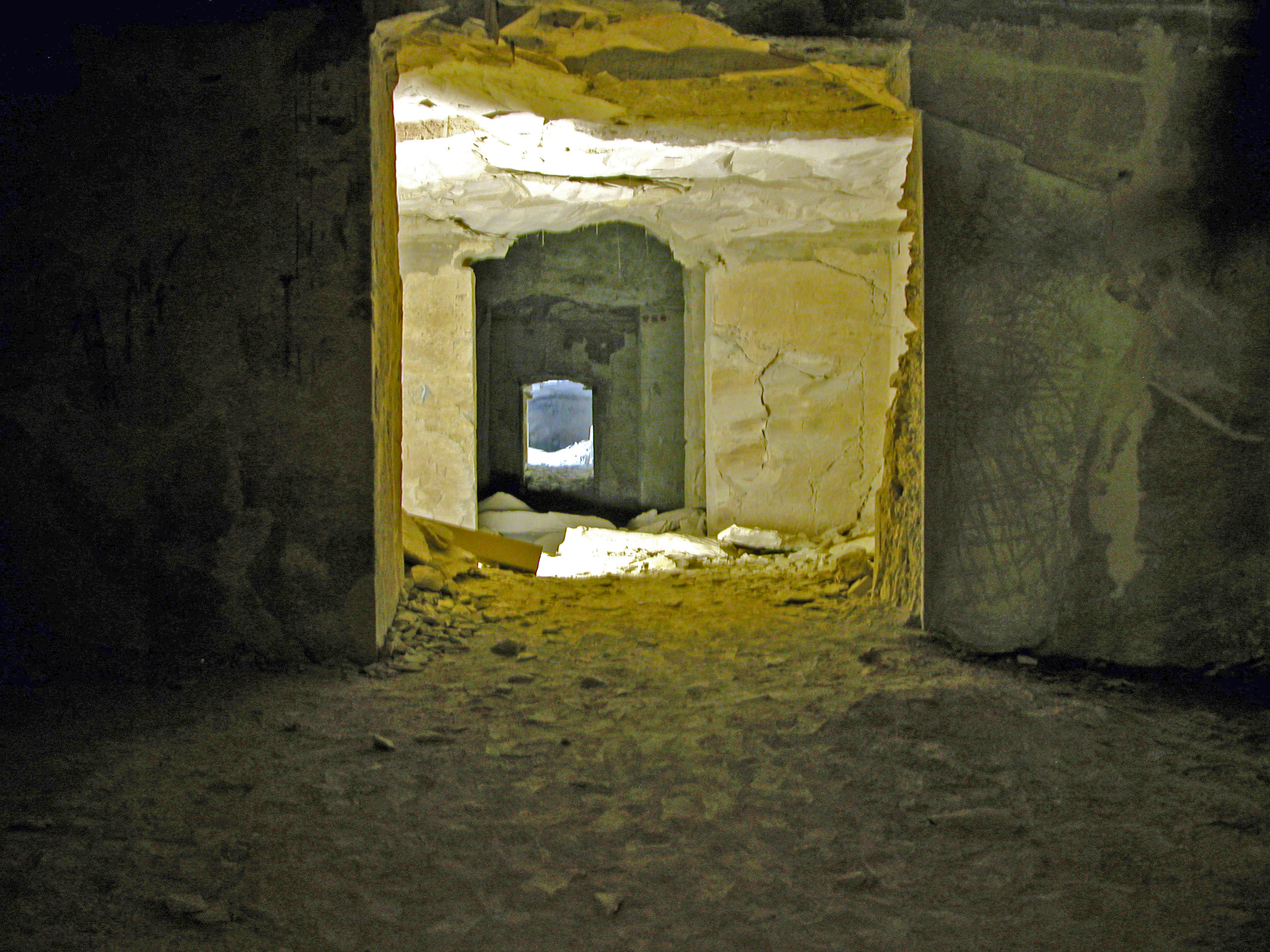
Intérieur de la tombe au niveau du quatrième couloir.
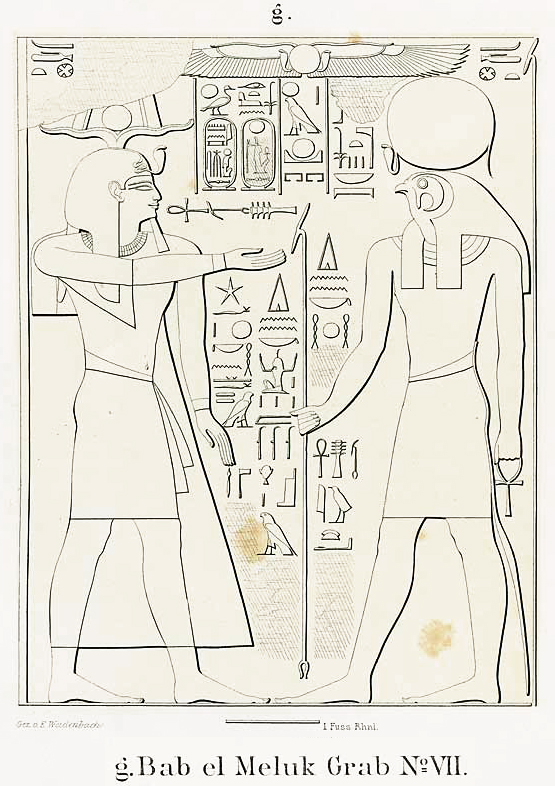
Relief de la tombe.

## Liens  externes
- (en) « KV 7 », sur Theban Mapping Project.
- (en) Bibliographie concernant KV7 sur Theban Mapping Project